# Happy Holidays
Happy Holidays er et julealbum fra 2006 af Billy Idol. Albummet indeholder mest traditionelle julesange, men også nogle få nye. I forbindelse med sangen Jingle Bell Rock blev en musikvideo produceret.

## Sange
- "Frosty the Snowman"
- "Silver Bells"
- "Happy Holidays"
- "Merry Christmas Baby"
- "White Christmas"
- "Here Comes Santa Claus"
- "God Rest Ye Merry Gentlemen"
- "Santa Claus Is Back In Town"
- "Let It Snow"
- "Winter Wonderland"
- "Run Rudolph Run"
- "Blue Christmas"
- "Jingle Bell Rock"
- "Christmas Love"
- "Oh Christmas Tree"
- "Silent Night"
- "Auld Lang Syne"